# Journeyman (Eric Clapton)
Journeyman è l’undicesimo album in studio di Eric Clapton, pubblicato nel 1989.
Il disco ha un sound soprattutto elettronico, ma non mancano canzoni blues come Running On Faith e Hard Times. Per la canzone Bad Love, Clapton ottenne il Grammy Award for Best Male Rock Vocal Performance nel 1990.

## Tracce
1. Pretending - 4:48 - (Jerry Lynn Williams)
2. Anything For Your Love - 4:16 - (Williams)
3. Bad Love - 5:11 - (Eric Clapton/Mick Jones)
4. Running On Faith - 5:27 - (Williams)
5. Hard Times - 3:00 - (Charles)
6. Hound Dog - 2:26 - (Leiber/Stoller)
7. No Alibis - 5:32 - (Williams)
8. Run So Far - 4:06 - (Harrison)
9. Old Love - 6:25 - (Clapton/Cray)
10. Breaking Point - 5:37 - (Grebb/Williams)
11. Lead Me On - 5:52 - (Womack/Womack)
12. Before You Accuse Me - 3:55 - (McDaniel)

## Formazione
- Eric Clapton - voce, chitarra
- Richard Tee - pianoforte
- Jim Keltner - batteria
- George Harrison - chitarra
- Nathan East - basso
- Phil Collins - batteria
- Robert Cray - chitarra